# Ateles marginatus
Ateles marginatus es una especie de primate platirrino de la familia Atelidae endémico en Brasil. Es conocido como maquisapa de cara blanca o macaco araña de cara blanca en Brasil.

## Distribución
La especie es endémica en Brasil, habita entre el río Tapajós (margen derecha) y su tributario, el río Teles Pires (margen derecha) y el río Xingú (margen izquierda), al sur del río Amazonas. Es el menos conocido de los maquisapas amazónicos.

## Descripción
Generalmente se congregan en grupos de 20 a 30 animales, pero es raro observarlos juntos al mismo tiempo. Es más común observarlos en pequeños grupos de 2 a 4 animales mientras se alimentan y descansan. Alrededor de los 4 o 5 años de edad, alcanzan la madurez sexual y dan a luz una cría luego de un periodo de gestación de 226 a 232; el intervalo entre nacimientos puede prolongarse entre 28 y 30 meses en estado salvaje.
La dieta de la especie se basa en frutas, hojas, flores, brotes, cortezas e insectos pequeños, como termitas y orugas. Una influencia importante en su ambiente lo ejerce por medio de la dispersión de semillas de las numerosas especies de plantas de las que se alimenta.

## Estado de conservación
En 2008 fue catalogado en la Lista Roja de la IUCN como en peligro de extinción EN (del inglés Endangered), porque existen razones para creer que la especie ha declinado por lo menos el 50% en los últimos 45 años (tres generaciones) debido primordialmente a la caza y la pérdida de su hábitat. En los próximos 45 años su disminución será proporcional a la expansión de los cultivos de soya. Adicionalmente, algunas poblaciones indígenas en su rango de distribución en Brasil, lo consideran un manjar, esto asociado con su baja tasa de reproducción contribuye a la amenaza de su población.